# 德米特里·切丘林
德米特里·尼古拉耶維奇·切丘林（俄語：Дми́трий Никола́евич Чечу́лин；1901年8月9日—1981年10月29日），苏联建筑师、城市规划师、作家和斯大林主义建筑的领导人物，生于帝俄治下的乌克兰切爾尼戈夫省，老师为阿列克谢·维克多罗维奇·休谢夫，20世纪30年代参与莫斯科地铁的建造，设计的知名建筑有莫斯科的共青团站、基辅站、艺术家公寓、俄罗斯酒店、国家经济成就展、白宫和北京饭店。